# Puzi, Pengshui
Puzi (kinesiska: 普子) är en köping i sydvästra Kina. Den ligger i Pengshui härad i storstadsområdet Chongqing,  omkring 170 kilometer öster om det centrala stadsdistriktet Yuzhong. Antalet invånare är 18 133. Befolkningen består av 8 904 kvinnor och 9 229 män. Barn under 15 år utgör 25,0 %, vuxna 15-64 år 59 %, och äldre över 65 år 14,0 %.